# Pilocrocis latifuscalis
Pilocrocis latifuscalis là một loài bướm đêm trong họ Crambidae.